# Massaker in den Ardeatinischen Höhlen

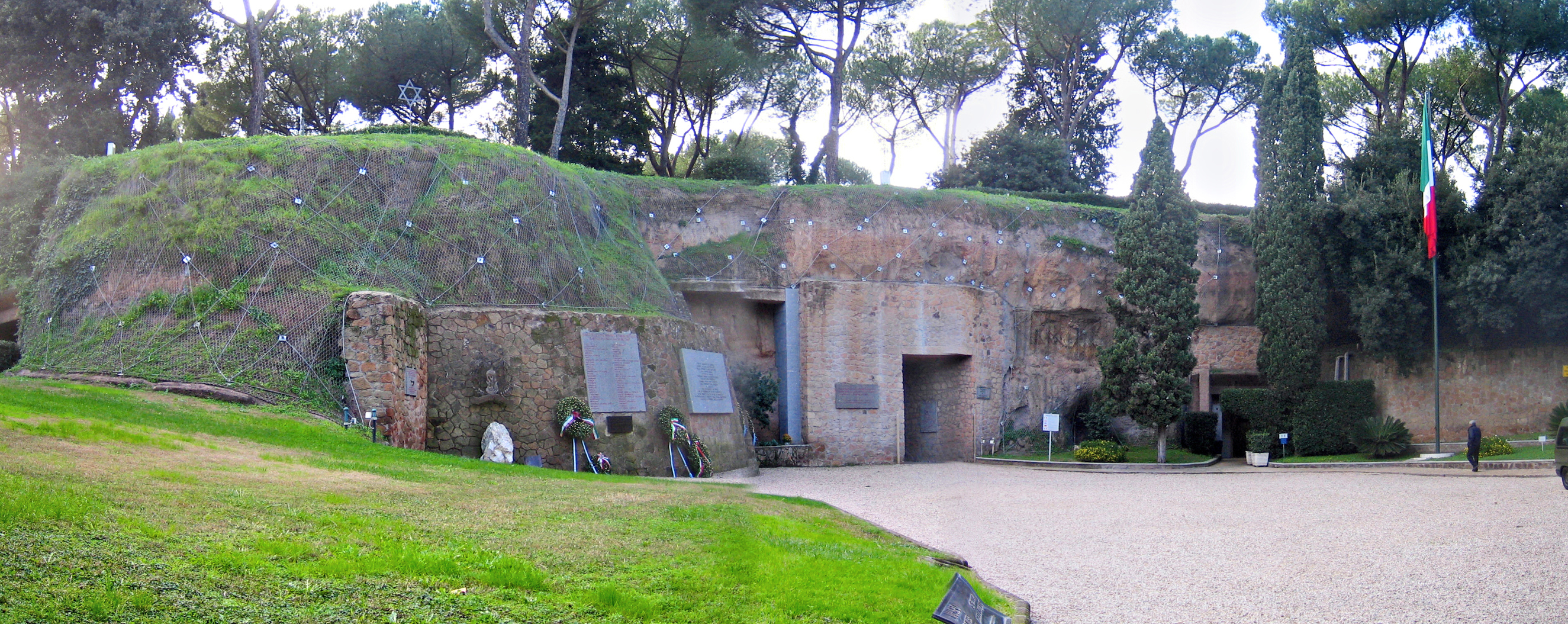
Eingang zum Höhlensystem (2005)

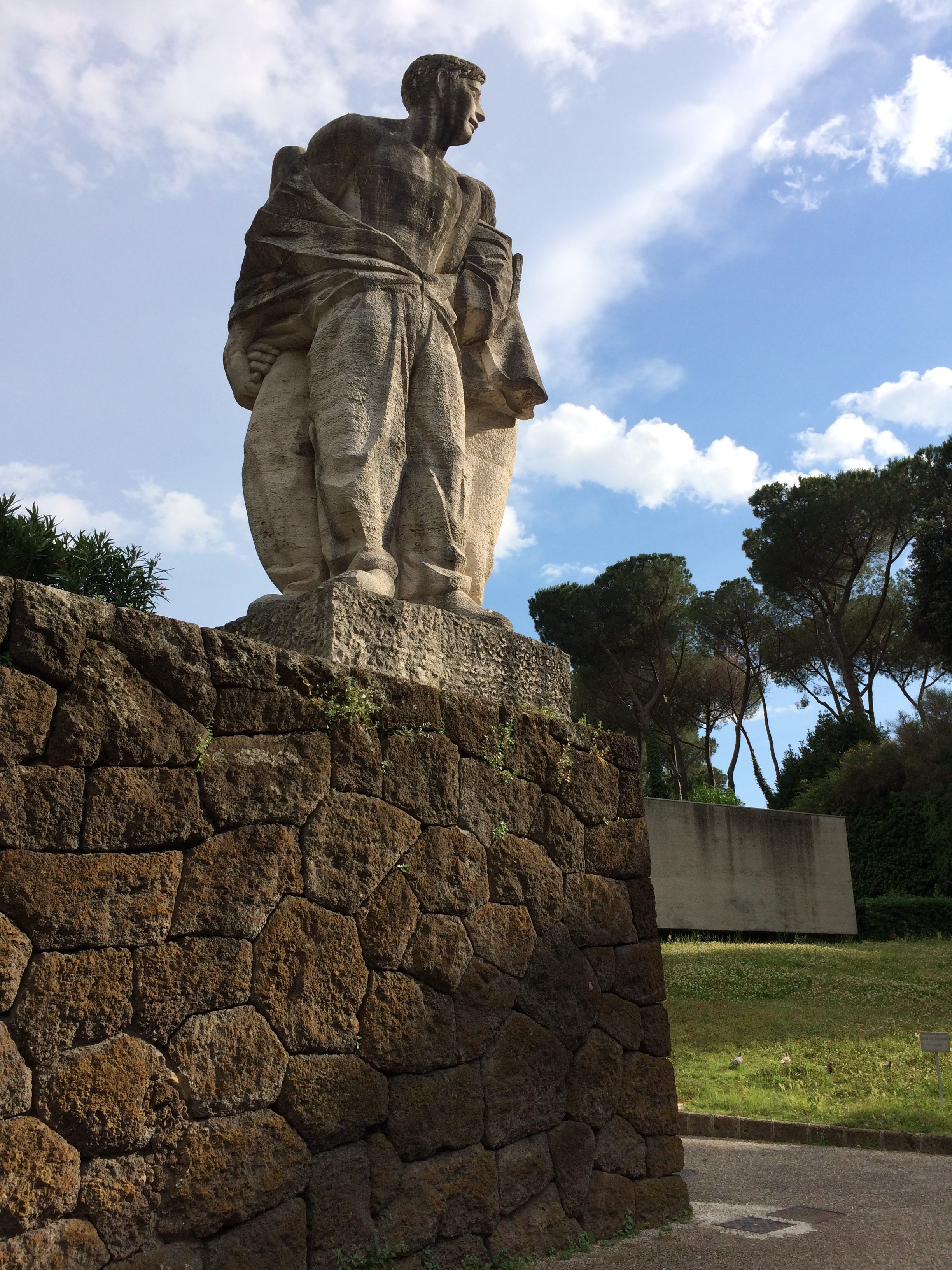
Eingang zur Gedenkstätte Fosse Ardeatine (2016), im Vordergrund die Statue „I Martiri“, im Hintergrund das Mausoleum

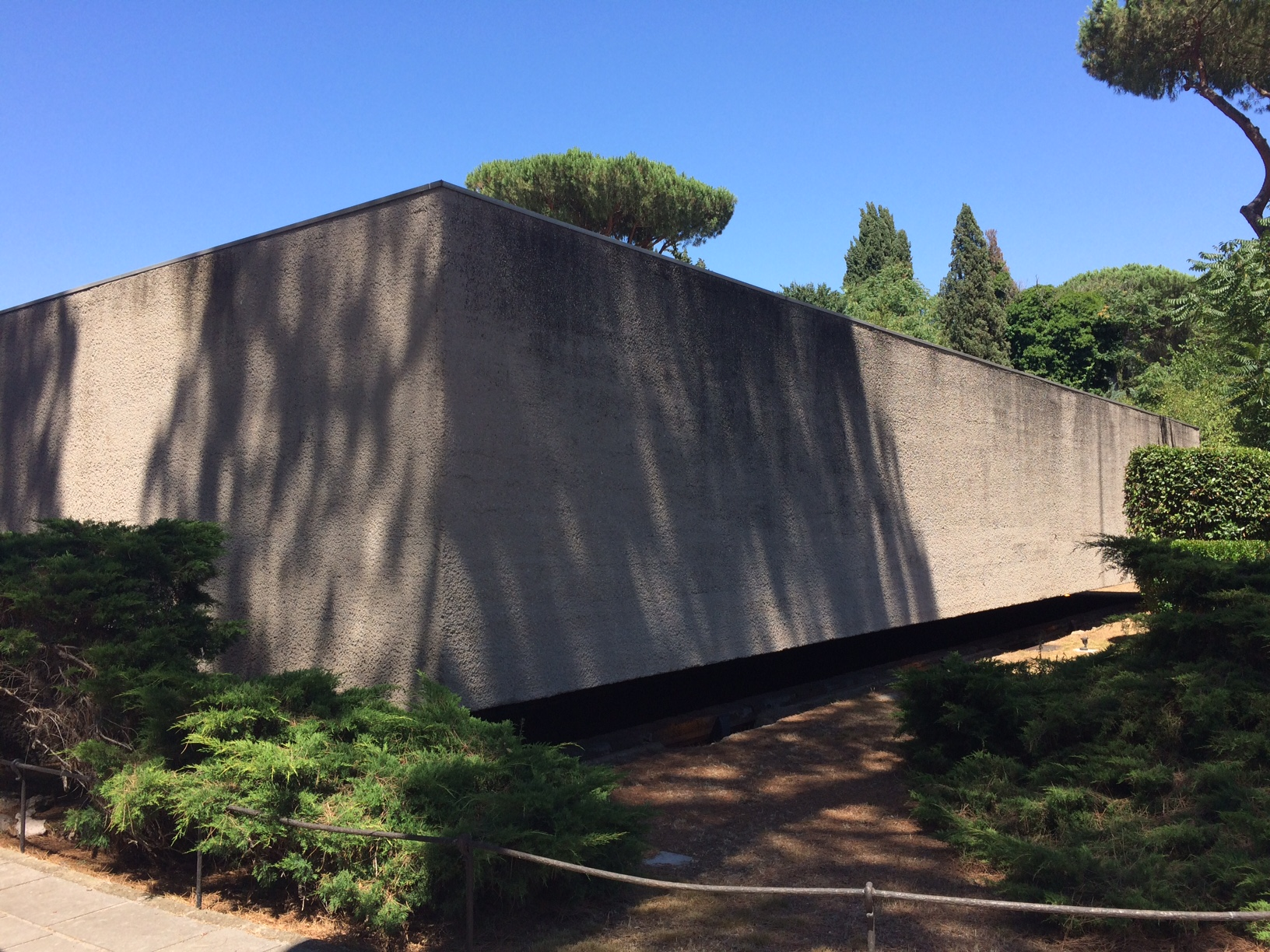
Detailansicht der monumentalen Betonplatte des Mausoleums der Fosse Ardeatine (2017)

Beim Massaker in den Ardeatinischen Höhlen wurden am 24. März 1944 in den beiden verbundenen Höhlengängen im Süden Roms an der Via Ardeatina im Quartiere Ardeatino 335 italienische Zivilisten, darunter 75 jüdische Geiseln, erschossen. Die Opfer waren ausschließlich Jungen und Männer. Den Befehl dazu gaben die verantwortlichen Offiziere der Wehrmacht, Generalfeldmarschall Albert Kesselring, Generaloberst Eberhard von Mackensen und Generalleutnant Kurt Mälzer (Stadtkommandanten von Rom), als Vergeltungsmaßnahme für den Tod von 33 Südtiroler Angehörigen des Polizeiregiments „Bozen“, die tags zuvor bei einem von der Resistenza durchgeführten Bombenanschlag in Rom, Via Rasella, getötet worden waren. Organisiert und durchgeführt wurde das Massaker vom Kommandeur der Sicherheitspolizei und des SD (KdS) Rom, Herbert Kappler.

## Die Ardeatinischen Höhlen
Die heute als Ardeatinische Höhlen (ital. Fosse Ardeatine) bekannten Stollen befinden sich im Quartiere Ardeatino im Süden Roms an der Via Ardeatina, unweit der Calixtus-Katakombe. Es handelt sich dabei um zwei kurze, miteinander verbundene Sandsteinhöhlen, welche einst zur Untertagebau-Gewinnung von Puzzolanen angelegt wurden. Wann die gewerbliche Nutzung der Höhlen als Steinbruch endete, ist nicht bekannt.

## Das Attentat in der Via Rasella
Am 23. März 1944 explodierten in Rom gegen 15 Uhr an der Kreuzung Via Rasella und Via del Boccaccio eine in einem Müllkarren verborgene Bombe und eine präparierte Mörsergranate. 33 Angehörige der insgesamt 156 zu diesem Zeitpunkt vorbeimarschierenden 11. Kompanie des III. Bataillons des Polizeiregiments „Bozen“, eines von vier Südtiroler Polizeiregimentern, wurden getötet, 67 verwundet. Außerdem starben zwei italienische Zivilisten. Die deutschen Soldaten waren mit Gewehren und teilweise mit Handgranaten bewaffnet und führten mindestens ein Maschinengewehr mit sich, das nach dem Anschlag auch zum Einsatz kam. An diesem Tag marschierte die Einheit mit fertiggeladenen Gewehren. Möglicherweise rechneten die deutschen Offiziere wegen des Datums mit Schwierigkeiten. Es war der 25. Jahrestag der Gründung der faschistischen Kampfbünde der „Schwarzhemden“, die von Mussolini am 23. März 1919 als „Fasci italiani di combattimento“ gegründet worden waren.
Eine römische Gruppe der Resistenza hatte den immer gleichen Weg der militärischen Einheit zu ihrem Wachdienst am Viminal registriert, das Attentat lange geplant und gut vorbereitet. Sie gehörte zur Kommunistischen Partei. Der Anschlag war durch den Militärausschuss des Nationalen Befreiungskomitees (Comitato di Liberazione Nazionale, CLN) gebilligt worden.

## Das Massaker

### Vorbereitung der sogenannten Sühnemaßnahme

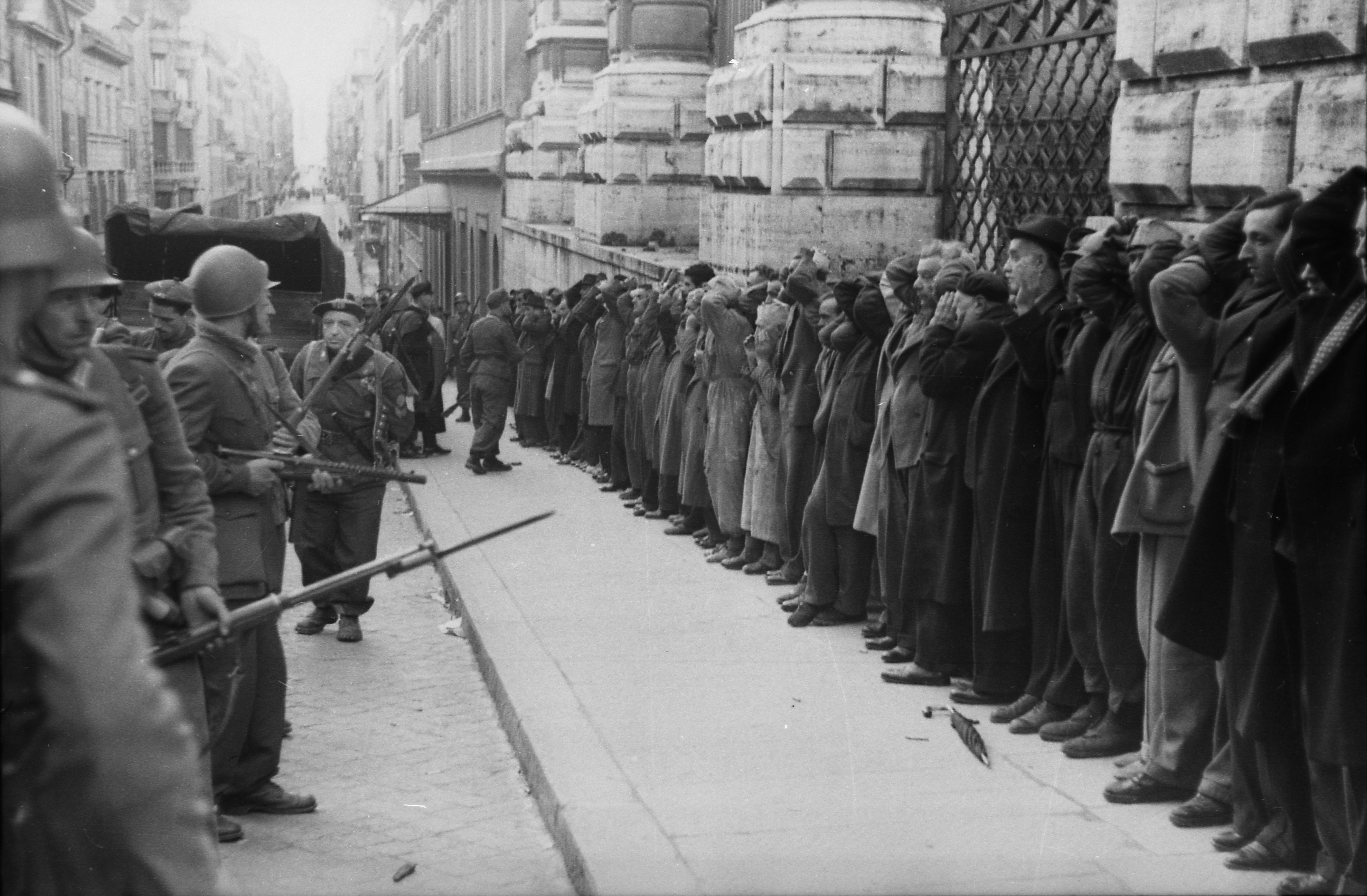
Festnahme von Zivilisten vor dem Palazzo Barberini nach dem Attentat in der Via Rasella (23. März 1944)

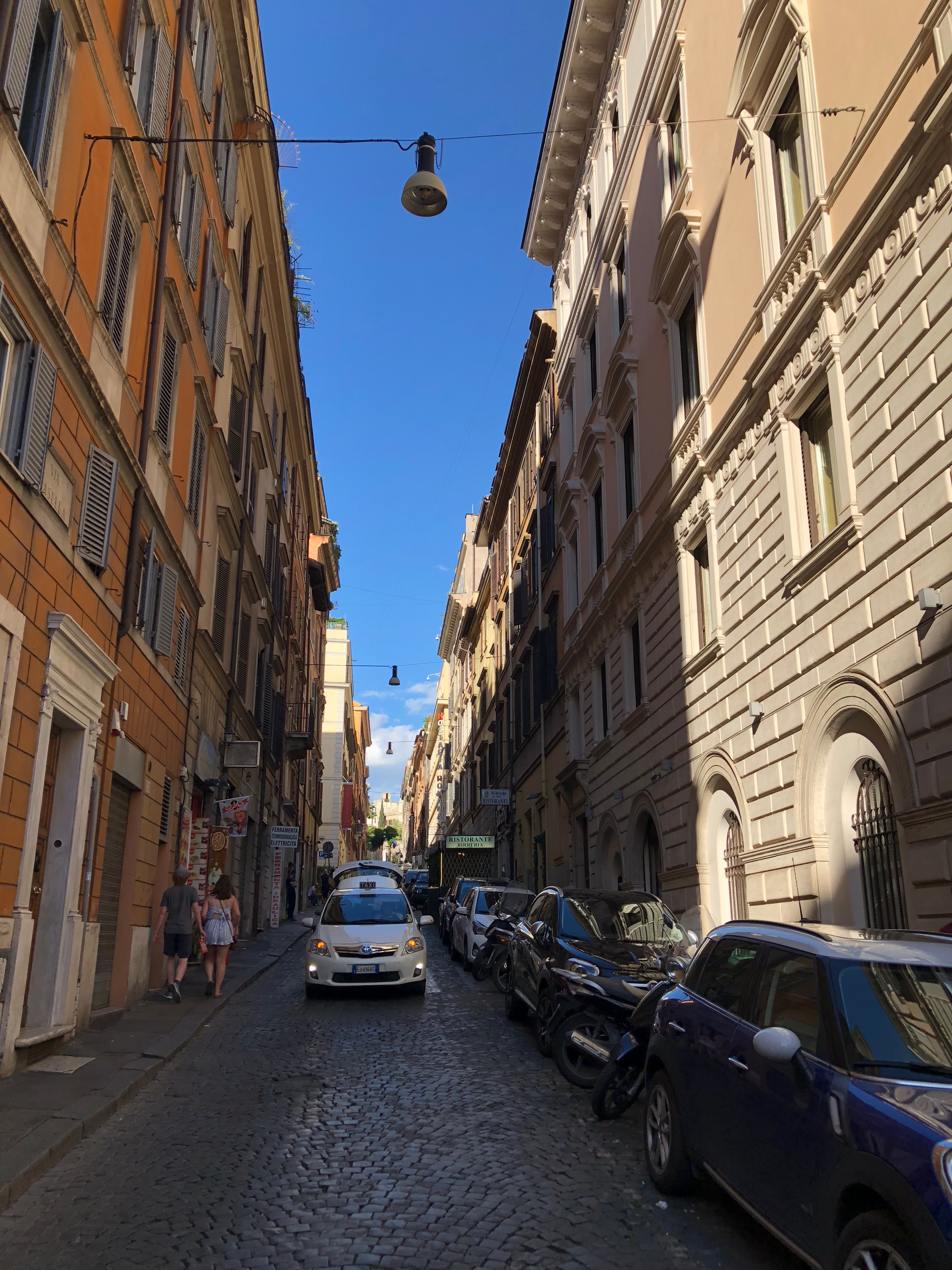
Blick in die Via Rasella in Richtung Palazzo Barberini (2018)

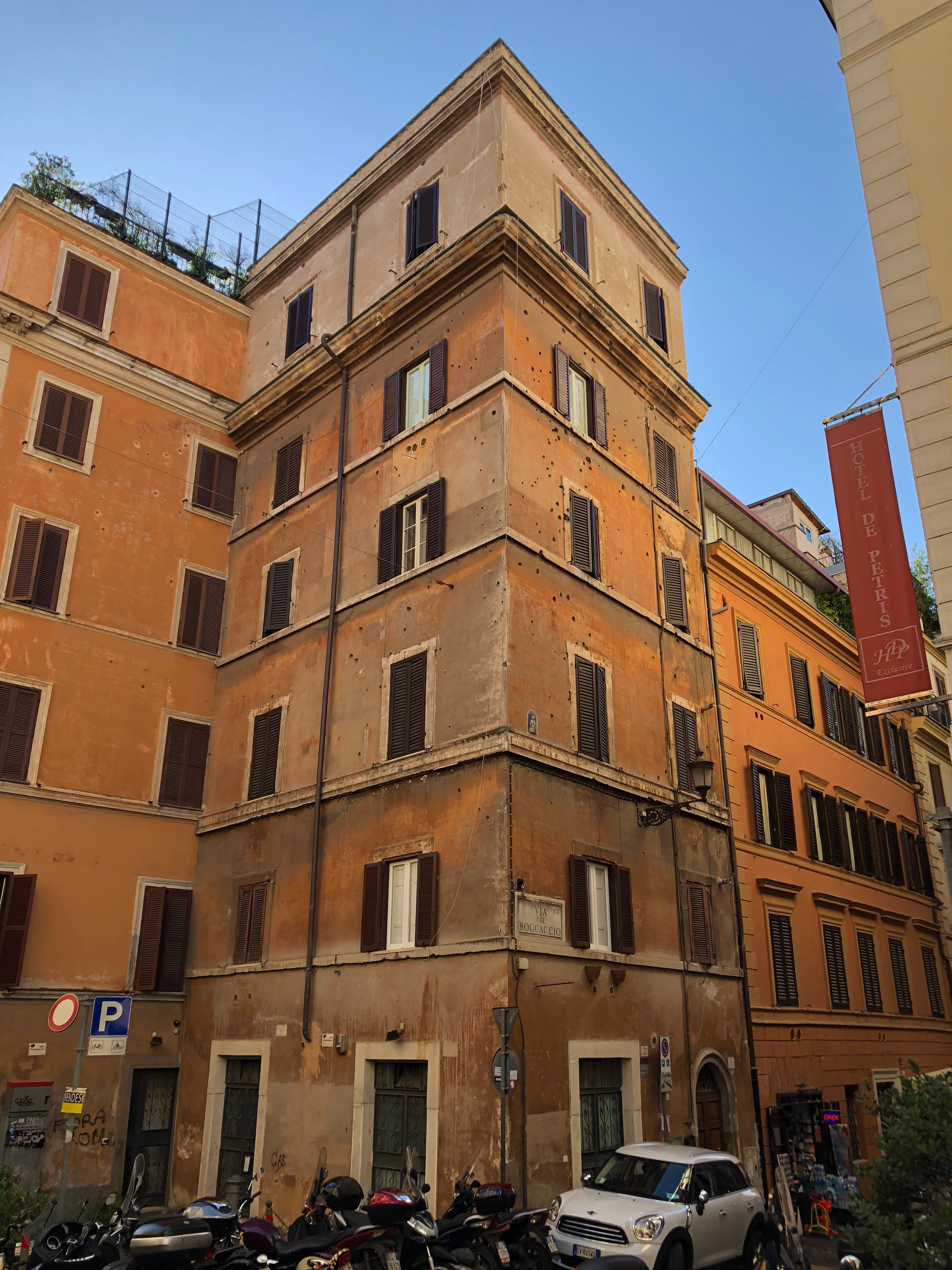
Blick von der Via Rasella in die Via del Boccaccio mit den immer noch sichtbaren Einschüssen in der Fassade (2018)

Noch am Tag des Attentats berieten Generaloberst Eberhard von Mackensen, Oberbefehlshaber der 14. Armee, Generalleutnant der Luftwaffe Kurt Mälzer, Stadtkommandant von Rom, und SS-Obersturmbannführer Herbert Kappler geeignete Repressalien. Kappler schlug vor, für jeden gefallenen Deutschen zehn Italiener zu erschießen. Er erbot sich, die Opfer dafür in den Gefängnissen des Sicherheitsdienstes der SS aufzutreiben. Albert Kesselring stimmte dem zu. Am Abend noch kam Hitlers Zustimmung zum Vorschlag aus Rom; Generaloberst Alfred Jodl bestimmte, dass die Exekution bis zum nächsten Abend durchzuführen sei und dem Sicherheitsdienst, also Kappler, obliege.
Kappler hatte die Anzahl der Todeskandidaten in den Gefängnissen des Sicherheitsdienstes überschätzt, obwohl auch die noch nicht zum Tode Verurteilten einbezogen wurden. Er geriet bei der Realisierung der Exekution deswegen in Schwierigkeiten. Es war die Erschießung von 320 Personen angeordnet. Als einer der beim Anschlag Verletzten ebenfalls gestorben war, ging es um 330 standrechtlich zu erschießende Personen. Der faschistische Polizeichef Italiens und Roms, Pietro Caruso, überwies ihm in Zusammenarbeit mit Pietro Koch, dem Chef einer gefürchteten parapolizeilichen Spezialeinheit, 50 Insassen römischer Gefängnisse (Via Tasso und Regina-Coeli-Gefängnis) und Straflager, was aber immer noch nicht ausreichte. Die noch fehlenden und fünf mehr requirierte Kappler unter den Juden, die auf ihre Deportation warteten.
Kappler wählte die Fosse Ardeatine als Ort für die Exekution aus.

### Erschießung und Bekanntgabe der Maßnahme
Die Gefangenen wurden, die Hände mit Stricken hinter dem Rücken zusammengebunden, auf Lastwagen zu den Ardeatinischen Höhlen gebracht. Dort wurden sie in Gruppen zu je fünf Mann in die Höhlen geführt, mussten dort niederknien und erhielten auf Kommando von SS-Hauptsturmführer Carl-Theodor Schütz einen Genickschuss. SS-Hauptsturmführer Erich Priebke strich ihre Namen von der Liste. Die Hinrichtungen dauerten von etwa 14 Uhr bis gegen 19 Uhr. Als die Leichenberge zu hoch wurden, mussten die neuen Opfer sich auf die bereits getöteten legen. 80 bis 90 SS-Männer, unter ihnen der SS-Scharführer Karl Weidner (Meran, 1908–2004), führten die Hinrichtungen durch. Die Gefangenen, die unter Bewachung vor den Höhlen warteten, konnten die Schüsse hören. Kappler beteiligte sich an den Erschießungen. Ob die Opfer tot waren, wurde nicht kontrolliert. Nach Abschluss der Bluttat wurden die Höhlen gesprengt, manche könnten erst dabei umgekommen sein.
Erst einen Tag nach dem Massaker, mittags am 25. März, wurde von deutscher Seite in einem offiziellen Kommuniqué, das am 24. März um 22.55 Uhr vom deutschen Kommando in Rom herausgegeben worden war, das bereits erfolgte Massaker bekanntgegeben:

„Am Nachmittag des 23. März 1944 verübten kriminelle Elemente einen Bombenanschlag auf ein deutsches Polizeiregiment im Vorbeimarsch in der Via Rasella, in dessen Verlauf 32 Männer der deutschen Polizei getötet und mehrere verwundet wurden. Der feige Hinterhalt wurde von badoglianischen Kommunisten ausgeführt. Es sind noch Ermittlungen am Laufen, um abzuklären, inwieweit diese Straftat auf anglo-amerikanische Anregungen zurückzuführen ist.
Das deutsche Kommando ist entschlossen, die Aktivitäten dieser verbrecherischen Banditen zu unterbinden. Niemand darf ungestraft die neu bestätigte deutsch-italienische Zusammenarbeit sabotieren. Das deutsche Kommando hat deshalb befohlen, dass für jeden getöteten Deutschen zehn kommunistisch-badoglianische Verbrecher erschossen werden. Dieser Befehl ist bereits ausgeführt worden.“

## Die Opfer
326 der 335 Opfer konnten inzwischen identifiziert werden. Unter ihnen befanden sich der Offizier Giuseppe Cordero Lanza di Montezemolo und der Lehrer Pilo Albertelli. Von den neun nicht identifizierten sind allerdings zum Teil Namen und Opfergruppe bekannt. Da mehr Gefangene zum Tatort gefahren wurden, als auf den Todeslisten standen, wurden statt 330 Männern 335 erschossen. Von den meisten ist der Beruf bekannt. Es waren mehrheitlich politische Gefangene und Intellektuelle, zahlreiche Brüder, Väter und Söhne. Unter ihnen befanden sich 77 Arbeiter, 57 Angestellte oder Beamte des öffentlichen Dienstes, 54 Angehörige kaufmännischer Berufe, 38 Offiziere, darunter fünf Generäle, 17 Straßenhändler, zwölf Bauern, zwölf Rechtsanwälte, neun Studenten, acht Künstler, sechs Architekten oder Ingenieure, fünf Professoren bzw. Lehrer, fünf Industrielle, fünf Soldaten, vier Metzger, drei Ärzte, ein Bankkaufmann und ein Priester. Der jüngste Tote war 15 Jahre alt, der älteste 74. 75 waren Juden, darunter auch der aus Deutschland geflüchtete Heinz Erich Tuchmann.

## Die Verfolgung der Täter
- Generaloberst Alfred Jodl wurde im Nürnberger Prozess gegen die Hauptkriegsverbrecher zum Tode verurteilt. Das Urteil wurde am 16. Oktober 1946 vollstreckt.
- Generalfeldmarschall Albert Kesselring wurde 1947 wegen der Geiselerschießungen verurteilt und kam 1952 frei.
- Generaloberst Eberhard von Mackensen wurde 1947 wegen des Massakers zum Tode verurteilt. Das Urteil wurde auf 17 Jahre Freiheitsstrafe abgemildert. Er wurde 1952 freigelassen.
- Generalleutnant Kurt Mälzer wurde 1947 wegen des Massakers zum Tode verurteilt. Das Urteil wurde in eine Freiheitsstrafe abgemildert. Er starb 1952 in Haft.
- SS-Gruppenführer Wilhelm Harster, Befehlshaber der Sicherheitspolizei und des SD (BdS) in Italien seit dem 9. November 1943, wurde in den Niederlanden verurteilt und verbüßte dort sechs von zwölf Jahren Strafe. Wegen des Massakers wurde keine Anklage erhoben.
- SS-Obersturmbannführer Herbert Kappler wurde vom „Militärgericht für den Bezirk Rom“ am 20. Juli 1948 wegen Erpressung und Mord an den 335 Geiseln für schuldig gesprochen. Ein Richter hatte aber in einem anderen Verfahren (in Venedig gegen Albert Kesselring) die Bemerkung fallen lassen, dass selbst bei Akzeptanz einer Repressalquote von zehn Geiseln auf einen getöteten Soldaten „fünf Männer unter den 335 ermordet wurden“. Diese Bemerkung wurde von NS-Verteidigern später in eine tatsächliche internationale Akzeptanz einer derartigen Repressalquote umgedeutet, wobei sie verschwiegen, dass Kappler nicht für fünf, sondern für alle 335 Tötungen verurteilt worden war.[10] Am 15. August 1977 konnte Kappler, der zu dieser Zeit bereits schwer krebskrank war, mithilfe seiner Frau aus einem römischen Militärkrankenhaus[11] nach Deutschland fliehen; er starb ein halbes Jahr später in Soltau.
- SS-Hauptsturmführer Carl-Theodor Schütz wurde 1950 von einer Spruchkammer als Mitläufer eingestuft und 1952 in die „Organisation Gehlen“ (den späteren Bundesnachrichtendienst, BND) übernommen. Personalbeurteilung durch Amtschef Reinhard Gehlen, 1957: „charakterlich einwandfreie, ausgereifte, sensible … Persönlichkeit … jederzeit ein Vorbild“. Als sich der BND später von allzu NS-belasteten Mitarbeitern trennen wollte, wurde Schütz 1964 entlassen; er erstritt sich vor Gericht eine Abfindung von 70.000 DM und starb 1985 in Köln.
- SS-Sturmbannführer Karl Hass lebte unter falschem Namen in Italien. 1998 wurde Hass von einem Militärgericht in Rom zu einer lebenslangen Freiheitsstrafe verurteilt, die in Hausarrest umgewandelt wurde. Er starb 2004.
- SS-Hauptsturmführer Erich Priebke war nach Argentinien geflüchtet und lebte dort fünfzig Jahre unbehelligt. Er wurde 1996 ausgeliefert und 1998 in Italien als Kriegsverbrecher zu einer lebenslangen Haftstrafe verurteilt, welche aus Altersgründen in Hausarrest umgewandelt wurde. Er starb 2013.[12]

Weder deutsche noch italienische Behörden hatten an einer Bestrafung der Täter Interesse.
Der Berliner Historiker Felix Bohr fand bei der Suche nach den Gründen für diese Zurückhaltung im Politischen Archiv des Auswärtigen Amtes einen Dokumentenbestand, den er Anfang 2012 auf clio-online, einem Fachportal für Historiker, veröffentlichte. Es ist ein 1959 einsetzender Schriftwechsel zwischen der Bonner Botschaft in Rom und dem Auswärtigen Amt. Er dokumentiert, wie deutsche Diplomaten und italienische Stellen gemeinsam Kapplers Leute vor Strafverfolgung schützten. Ziel sei ein „von deutscher wie von italienischer Seite gewünschtes Einschlafen“ der Angelegenheit (Botschaftsrat Kurt von Tannstein, NSDAP-Mitglied seit 1933).
Die damalige italienische Regierung unter Antonio Segni (Democrazia Cristiana) wollte Auslieferungsbegehren vermeiden. Ein hoher italienischer Diplomat warnte, es werde „am Tag, an dem der erste deutsche Verbrecher ausgeliefert wird, eine Welle des Protests in jenen Ländern geben, die eine Auslieferung italienischer Verbrecher verlangen“. Italien hatte bis zum Sturz Mussolinis im Juli 1943 als Teil der Achsenmächte an Hitlers Seite gestanden und Teile des Balkans besetzt. Hunderttausende waren dort Opfer der italienischen Gewaltherrschaft geworden.
Ein italienischer Oberstaatsanwalt besuchte im Oktober 1959 die deutsche Botschaft in Rom. Botschafter Manfred Klaiber berichtete danach ans Auswärtige Amt: „In dem Gespräch brachte Oberst Tringali klar zum Ausdruck, von italienischer Seite bestehe kein Interesse daran, … das ganze Problem der Geiselerschießungen in Italien und besonders in den Fosse Ardeatine erneut in die Öffentlichkeit zu bringen. Das sei aus allgemeinen innerpolitischen Gründen nicht erwünscht. Er würde es deshalb begrüßen, wenn die amtlichen deutschen Stellen nach pflichtgemäßer sorgfältiger Prüfung in der Lage sein könnten, der Militärstaatsanwaltschaft Rom zu bestätigen, dass entweder keiner der Beschuldigten mehr lebe oder aber, dass ihre Aufenthaltsorte nicht zu ermitteln oder die Personen wegen ungenauer Namensangaben nicht zu identifizieren seien.“ Im Februar 1962 wurde das Verfahren in Rom eingestellt.
Nur zwei der Männer auf der Liste mussten sich Jahre später doch noch verantworten:
Erich Priebke (1913–2013) und Karl Hass (1912–2004) wurden 1998 zu lebenslänglicher Haft verurteilt; de facto kamen sie nur unter Hausarrest.

## Denkmal und Mausoleum in den Fosse Ardeatine

Statue „I Martiri“ von Francesco Coccia am Eingang der Fosse Ardeatine

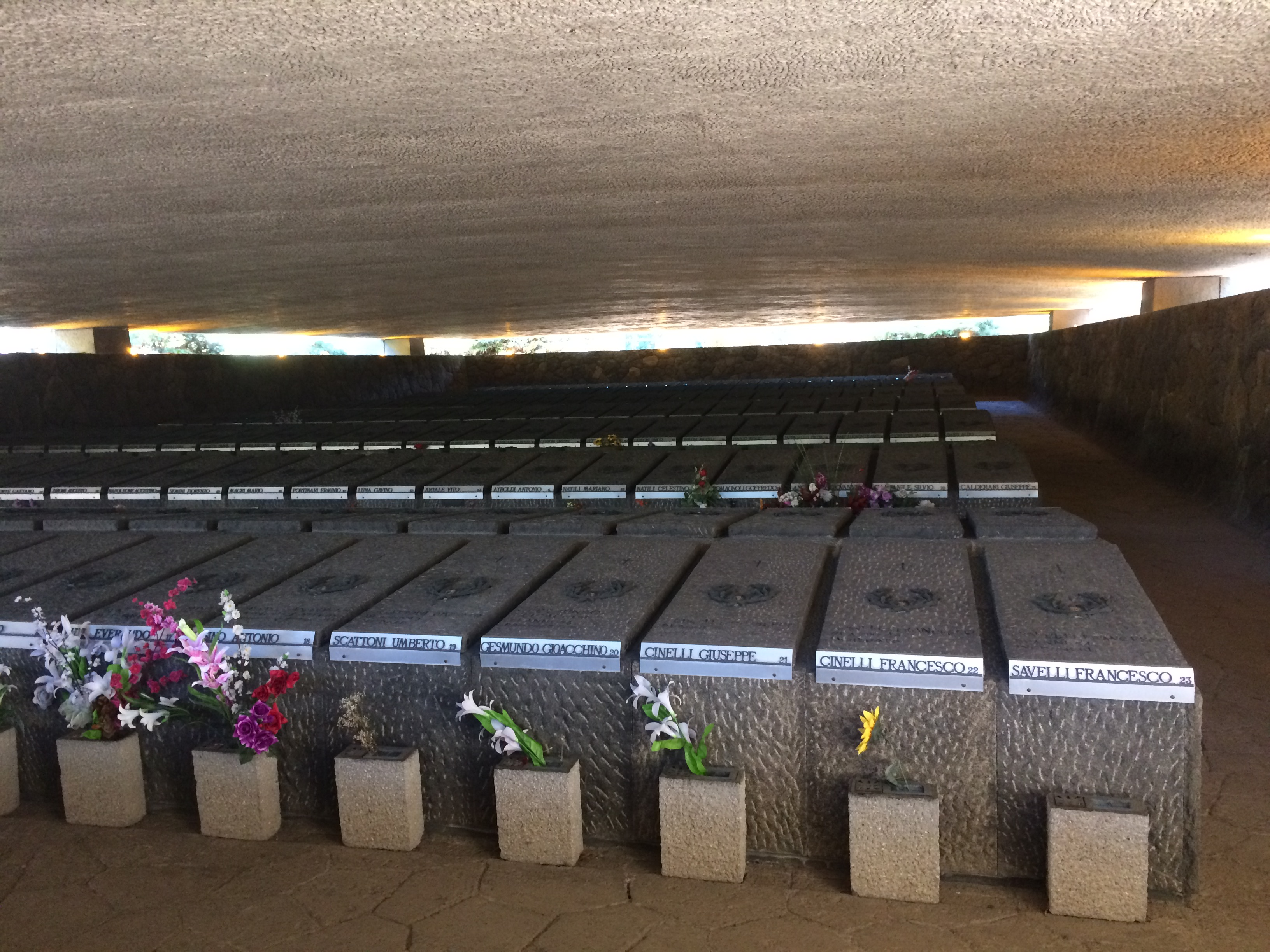
Mausoleum der Fosse Ardeatine

Die erste Ausschreibung eines Architekturwettbewerbs nach dem Krieg in Rom galt den Fosse Ardeatine. Es sollten die durch die Sprengungen zerstörten Höhlen wieder freigelegt und eine Gedächtnisstätte errichtet werden. Das Ergebnis des 1945 ausgelobten Wettbewerbs ist der heutige Zustand: Die Grotten sind freigegraben, die Leichen geborgen und so weit möglich identifiziert und in dem Mausoleum am Rand der Höhlen beigesetzt. Das Mausoleum oder auch Sacrario (Heiligtum) wurde von den Architekten Nello Aprile, Cino Calcaprina, Aldo Cardelli, Mario Fiorentino und Giuseppe Perugini entworfen. Eine monumentale Platte aus Beton und Stein – 25 Meter breit, 50 Meter lang und rund 3,5 Meter hoch – ruht auf sechs schlanken Betonkonsolen, die einen rundum verlaufenden, schmalen Lichtstreifen ergeben. Darunter sind in parallelen Doppelreihen die Sarkophage der 335 Opfer aufgestellt. Das Halbdunkel im Inneren des Sacrario erinnert an die Lichtstimmung in den Höhlen. Vor dem Eingang zu den Fosse wurde ein Platz angelegt und beim Eingang in die Höhlen eine Bronzetafel mit einer die Toten ehrenden und die Nachwelt mahnenden Inschrift angebracht, sowie eine das Opfer der Toten symbolisierende Statue I Martiri aufgestellt, die 1950 von Francesco Coccia (1902–1981) gestaltet wurde. Diese meist als mausoleo bezeichnete Anlage wurde am 24. März 1949 eröffnet. Das bronzene Eingangstor zur Gedenkstätte sowie zwei weitere Bronzetore im Höhlensystem wurden 1951 ergänzt. Alle drei stammen von dem in Udine geborenen Maler und Bildhauer Mirko Basaldella (1910–1969).
Oberhalb der eigentlichen Gedenkstätte, vom Eingang aus links, wurde in dem kleinen Pinienhain ein Museum des italienischen Widerstands eingerichtet. Das Attentat und die Hinrichtung der Geiseln wurden von Anfang an als Symbol für die deutsche Besetzung Italiens überhaupt interpretiert.

## Künstlerische Aufarbeitungen und weitere Beschäftigung mit den Ereignissen
Die Geschichte des Massakers in den Ardeatinischen Höhlen wurde erstmals 1962 von Filippo Walter Ratti als „Zehn Italiener für einen Deutschen“ (Dieci italiani per un tedesco (Via Rasella)) mit Gino Cervi, Andrea Checchi und Sergio Fantoni verfilmt. Er zeigt die Vorbereitungen des Massakers bis zur Durchführung sowohl von der Seite mehrerer ausgewählter Opfer als auch der Seite der Täter, beleuchtet Motivation und Umgang mit dem Unausweichlichen. Die Namen wurden für den Film allerdings verändert. Erneut wurde der Stoff 1973 von dem italienischen Regisseur George Pan Cosmatos in einer italienisch-französischen Co-Produktion, mit Richard Burton in der Hauptrolle, unter dem Titel „Rappresaglia“ verfilmt. Der Film erschien auf Deutsch sowohl unter dem Titel Tödlicher Irrtum als auch unter dem Titel Massaker in Rom – Der Fall Kappler. Im Abspann des Films werden schließlich alle Namen der 1944 von der SS in den Ardeatinischen Höhlen erschossenen Personen, sowie deren Alter und Berufsstand genannt. Außerdem erfährt der Zuschauer, was mit den für die Erschießung verantwortlichen Personen nach Kriegsende geschah. Im Abspann des Films wird auch darauf hingewiesen, dass nach der Haager Landkriegsordnung Geiselerschießungen, Repressalien und Vergeltungsmaßnahmen im Krieg nicht explizit vertragsrechtlich verboten waren. 1983 erfolgte eine erneute Verfilmung der Ereignisse für einen US-amerikanisch-britisch-italienischen Fernsehfilm unter dem Titel Im Wendekreis des Kreuzes. Der Film von Jerry London mit Gregory Peck, Christopher Plummer, John Gielgud und Raf Vallone setzt sich insbesondere mit der Rolle der Kirche auseinander und geht auf das Massaker nur am Rande ein.
Auf die Frage an einen Bewohner der Via Rasella, warum dort keine Gedenktafel an das Attentat und das Massaker erinnert, wurde geantwortet, das sei von der Comune abgelehnt worden, aber stattdessen sei verfügt worden, dass bei der Renovierung der Häuser die Spuren der Verwüstung durch die Bombe erhalten werden müssten. Sie sind an einigen Fassaden auch deutlich zu sehen.
Die Deutsche Post der DDR gab 1974 eine Briefmarke mit der Abbildung der Statue „I Martiri“ heraus.
Papst Benedikt XVI. hat den Ort des Massakers kurz nach dem 67. Jahrestag am 27. März 2011 besucht, einen Korb roter Rosen niedergelegt und gebetet.

## Belletristik
- Robert Katz: Rom 1943–1944. Besatzer, Befreier und der Papst. Übersetzung Silja Recknagel. Magnus, Essen 2006, ISBN 978-3-88400-438-8 – Behandelt auch das Massaker in den Ardeatinischen Höhlen und die Haltung von Papst Pius XII. in dieser Angelegenheit.